# Amazon Prime Video
Amazon Prime Video（アマゾン プライム ビデオ）、または単にPrime Video（プライム ビデオ）は、Amazonが所有する定額制ビデオ・オン・デマンド（SVOD）サービスである。このサービスでは、Amazon MGMスタジオが製作した映画とテレビシリーズ、またはAmazonがライセンス供与した映画やテレビシリーズを、Prime Originals（またはAmazon Originals）として配信しているほか、他の企業のコンテンツ、コンテンツのアドオン、スポーツイベントのライブ中継などを提供している。独立サービスとして、またはAmazonの「プライム」サブスクリプションの一部として提供されている。
Netflixに次いで2番目に加入者数の多いビデオ・オン・デマンド・ストリーミング・メディア・サービスであり、有料会員数は2億人である。サービス開始当初は、米国、英国、日本、ドイツ、オーストリアの居住者のみが利用可能だったが、2016年12月14日、Prime Videoが全世界（中国本土、キューバ、イラン、北朝鮮、ロシア、シリアを除く）で提供され、サービスを拡大した。新たな地域のうち、ベルギー、カナダ、フランス、インド、アイルランド、イタリア、スペイン、ポーランド、ブラジルではAmazonプライムに含まれており、その他の国では、最初の6か月間は月額2.99ドル、その後は月額5.99ドルのプロモーション価格で利用できるようになった。
Amazon MGMスタジオともにPrime Videoは、モーション・ピクチャー・アソシエーション（MPA）に2024年10月1日に加盟した。

## 沿革
合衆国でのサービスは2006年9月7日にAmazon Unboxとして開始した。2008年9月4日、サービス名をAmazon Video on Demandに変更した。一部機器ではUnbox名義で登記されているが、2014年8月をもって購入した動画のダウンロードが無効になった。2011年2月22日、Amazonはサービス名をAmazon Instant Videoに変更し、プライム会員は5,000の映画とテレビ番組を視聴できるサービスを開始した。2012年9月4日、Amazonは強豪のNetflixに対抗するために有料チャンネルのEpixと放送された映画をストリーミング配信する契約を結んだ。加えて2013年11月、Amazonは『アルファ・ハウス』や『ベータス』といったプライム・インスタント・ビデオ限定配信のコメディ番組の配信を開始した。Amazonはどちらの番組も最初の3話分を一挙無料配信し、その後のエピソードはプライム会員のみに一週間間隔で配信していった。
2014年2月、Amazonはイギリスでのストリーミングサービスを子会社のLoveFilmをインスタント・ビデオ・サービスに移管し2014年2月26日から開始すると発表した。2015年1月、『トランスペアレント』がAmazonスタジオ制作で初めての主な賞を受賞し、ゴールデングローブ賞 - 最優秀ミュージカル/コメディ賞でストリーミング配信の番組としては初となる受賞作品となった。
2015年7月30日、Amazonはジェレミー・クラークソン、リチャード・ハモンドとジェームズ・メイをタイトル未定の自動車関連番組制作のために雇ったと発表し、後に『The Grand Tour』とタイトルが付けられた。ジェフ・ベゾスもAmazon.comどちらとも、どれだけクラークソン、ハモンドやメイが彼らの制作会社W. Chump & Sonsを通じて、報酬が支払われるのか公表していないが、ジェフ・ベゾスは契約は「とても高かったが、価値はある」と述べている。番組の予算は公式には発表されていないが、元『トップ・ギア』製作総指揮のアンディ・ウィルマンは各エピソードの予算はトップ・ギアの9倍、450万ポンドぐらいだろうと述べている。この新番組は2016年秋から配信されると発表されている。
2015年9月、合衆国では『インスタント』が消され、シンプルにAmazonビデオに改名された。
2016年5月、Amazonは"Amazon Video Direct"と呼ばれる新しいビデオサービスを開始した。新サービスではプロのビデオクリエーターが作品を、スタジオ制作のテレビ番組や映画に並んで配信することができる。アップロードされた動画は全てのAmazon会員が広告ありで視聴でき、プライム会員は（おそらく広告無しで）レンタルや購入ができる。このサービスはアメリカ合衆国、イギリス、ドイツと日本で利用できる。
英語以外、および対象地域を限定したコンテンツの投入も一部行われており、日本ではオリジナルコンテンツとして『仮面ライダーアマゾンズ』『ベイビーステップ』『はぴまり〜Happy Marriage!?〜』などの作品を公開している（2016年5月現在の予定も含む）。
2024年1月29日から一部の国のユーザーに対して、本サービスで配信される番組や映画に対して、広告の挿入を開始した。同時に広告を含まない追加料金を伴うオプション（月額2.99ドル）の提供も開始した。また、画質と音質にも制約が加えられ、広告付きプランではDolby AtmosとDolby Visionの利用は出来なくなることもプラン提供開始後に発表した。この措置はアメリカ、イギリス、ドイツ、カナダから開始する。フランス、イタリア、スペイン、メキシコ、オーストラリア、日本でも展開する。
2024年2月、調査会社であるメディア・パートナーズ・アジアによると、日本では2023年の同国SVOD視聴者数の内、4分の1近く（24%）を本サービス（1970万MAU）で占められていたという報告書を発表した。
2024年3月、ウォッチパーティ機能を同月末で終了することを発表した。発表時点では類似の機能を提供する予定は無いとしている。
2025年2月、日本でも同年4月8日から本サービスで配信される番組や映画に対して、広告を挿入することを発表した。同時に月額390円の追加料金を支払えば、従来通り広告が表示されないオプションサービスも開始するとしている。
2025年3月、AI（人工知能）を活用した吹き替えシステムを導入することを発表。まずはAmazon Prime Videoにて配信されている12作品にて、英語とスペイン語の吹き替えを提供する。

## オリジナル番組
同業者と同様に、他のテレビ局や映画会社の製作した作品に加え、独自性を出すためのオリジナル番組を制作・配信している。他社の製作した作品を、製作国以外でAmazonのオリジナル番組として独占配信することもある。
オリジナル番組を中心に、日本では2021年ごろからHDR10+に、2023年ごろからDolby Visionに対応した作品が初登場した。HDRの入ったビデオを再生する場合は、Fire TVスティックか一部のゲーム機（Xbox Series X/SやPS5など、出力はHDR10のみ対応）を使用する必要がある。理論上の全てのHDR対応映画が必ずしも配信時にHDRに対応するわけではなく、一部の映画ではサラウンドに対応しているはずの作品が2ch出力になってしまうケースも存在（2024年現在では劇場版ソードアート・オンライン オーディナル・スケールなど）。

## スポーツ中継
世界諸地域では、NFLのサーズデイ・ナイト・フットボールを、アメリカの一部地域ではメジャーリーグベースボール（MLB）のニューヨーク・ヤンキース主催試合の一部、イギリスではプレミアリーグ、インドではクリケット、オーストラリアではラグビーをそれぞれライブ配信している。また、NBAについても放映権を締結し、2025-2026シーズンから最低11年間配信することを2024年7月に発表した。

### 日本
2022年4月にさいたまスーパーアリーナで行われたプロボクシング大会（WBA・IBF2団体王座統一戦・村田諒太対ゲンナジー・ゴロフキン）のライブ配信「Prime Video Presents Live Boxing」が最初の番組となった。
2023年には同年3月に開催されるワールドベースボールクラシックの日本代表戦第1ラウンド4試合並びに準々決勝（3月16日の1試合のみ）、準決勝2試合、決勝の計8試合をライブ配信することを同年1月に発表した。なお、後述するAmazon Prime Videoチャンネルでも配信されているJ SPORTSにおいては前出の8試合（見逃し配信）を除く39試合をライブ配信するため、併せて全試合ライブ配信を視聴できることになる。同年開催のアジアプロ野球チャンピオンシップについても予選リーグの日本戦と3位決定戦・決勝戦をライブ配信（他の試合はJ SPORTS）。そのうち予選リーグのチャイニーズタイペイ戦と3位決定戦は独占生中継となった。
2024年には同年6月から7月に開催されるコパ・アメリカのアルゼンチン代表、ブラジル代表のグループステージ全試合と決勝トーナメント全試合の計14試合を独占ライブ配信することになった（他の試合はサッカーキング公式YouTubeチャンネル及びスポーツナビ）。同年11月開催のWBSCプレミア12の日本戦並びに3位決定戦、決勝戦も配信。
2025年には日本の東京ドームにて行われるMLBの開幕戦とプレシーズンゲームを独占配信するほか、SPOTV JAPANと提携した上で同社が配信権を保有しているMLBの一部試合を配信する事を同年2月に発表した。同時に2025-26シーズンからのNBAの一部試合を日本でも配信することも発表した。

## Amazon Prime Videoチャンネル
月額制の有料サービス。Amazonプライム会員登録に加えてチャンネルごとの登録が必要。日本では2018年6月14日にサービス開始し、2025年4月時点でdアニメストアやNHKオンデマンド、J SPORTS、Apple TV+など、72のサブスクリプションが提供されている。

## 対応機器
Amazonビデオは様々なデバイスで利用できる。デバイスには2010年以降に製造されたSamsungやLGの多くのスマートTVやブルーレイプレーヤー、PlayStation 3、PlayStation 4、PlayStation 5、Xbox One、Xbox Series X/Sといった取り付け機器、iPhone、iPad、Androidといった携帯電話やタブレット、Kindle Fireタブレットや Fire Phone が含まれる。サービスは Roku やAmazonのFire TVといったストリーミング機器でも利用できる。iOS向けのAmazonビデオのアプリはAirPlayを介してApple TV（第3世代以前）で利用できる。Apple TV（第4世代以降）の場合、Apple TV 内のApp Storeから「Amazonビデオ」アプリをダウンロードすることで利用できる。
2019年7月9日（アメリカ現地時間）からGoogleのAndroid TVとChromecastでも利用できるようになった。

## 動画の品質
機器にもよるが、画質は最高で1080p（HD）、音声はドルビーデジタル 5.1chまたはドルビーデジタルプラス 5.1chを提供している。購入のみできる作品では（プライム会員は別）、HD オプションは大抵追加料金で提供されている。Amazonビデオは映像は4K（UHD）と音声はドルビーアトモスでの配信をしており、初期はオリジナル作品から開始している。DTS:Xは現状非対応。NTSCや23.98Hz出力はFire TV Stickなどのアマゾン製公式品を使用しなければ出力できない。
ただし、DRMのセキュリティレベルが低いデバイスで再生する場合、再生可能な解像度に制限が課せられる。
ユーザーの通信環境によっては、アクション映画などで動きの激しいシーンになると、激しくブロックノイズが発生する場合がある。また作品によっては、動きの激しいシーンにおいては、元々の動画データ自体の画質が荒れている場合もある。

## 利用条件
Amazon Primeに加入しているユーザーは、ウェブサイトから映像を再生することができる。公式でサポートされているブラウザはGoogle Chrome、Mozilla Firefox、Microsoft Edge、Safari、Operaの5種類。多くのビデオはWidevine DRMによって保護されており、復号化に対応していないソフトウェア・デバイスでは再生することができない。
さまざまなテレビ、ブルーレイプレーヤーや取り付け機器（パナソニック、LG、Samsung などのテレビメーカー）ではブロードバンド接続が必要となる。Amazonビデオは近年製造のPlayStation、Xbox、WiiやWii Uなどのビデオゲーム機でも利用できる（Xbox 360、Wii、Wii U版はのちに終了）。
2015年10月1日、AmazonはGoogle ChromecastとApple TV製品を2015年10月29日から自社のオンライン販売での取り扱いを禁止すると発表した。Amazonはこれらの取り組みはAmazonビデオをサポートしていない機器であるため、顧客の混乱を避けるためであると弁解している。2019年4月18日、AmazonとGoogleが和解し、ChromecastでのAmazonビデオのサポートが再開され、Amazon Fire TVでのYouTube再生が再開されると報道され、2019年7月9日（アメリカ現地時間）からChromecastに加え、Android TVでもプライム・ビデオの視聴が出来るようになった。
2018年1月現在、第4世代以降のApple TVはAmazonビデオをサポートしている。

## 問題点
Amazonプライムサービスはユーザーの意図に反して加入に導いたり、解約のページで解約ボタンをわかりにくくするなど、ユーザーを不利な行動へと誘導する「ダークパターン」と呼ばれるようなユーザーインターフェースが採用されているとして、2021年にヨーロッパやアメリカの16の消費者団体がAmazonに対して訴訟を起こしている。